# Symphonie en mi bémol majeur (Stravinsky)
Pour les articles homonymes, voir Symphonie en mi bémol majeur.

La Symphonie en mi bémol majeur, opus 1 est la première œuvre composée par Igor Stravinsky durant son apprentissage avec Nikolaï Rimski-Korsakov. Il s'agit également de sa première composition pour orchestre. La symphonie, de structure classique, est largement influencée par Rimski-Korsakov, Glazounov et Tchaïkovski. Elle a été composée en 1906-1907 et révisée en 1913.
La symphonie est divisée en quatre mouvements et dure environ quarante minutes :
1. Allegro moderato
2. Scherzo allegretto
3. Largo
4. Finale : Allegro molto

## Histoire
La partition est dédiée À mon cher maître Nikolaï Andreïevitch Rimski-Korsakov. 
Une exécution privée eut lieu le 22 avril 1907 par l'orchestre de la Cour, dirigée par le maître de chapelle impérial H. Wahrlich, dans un concert comprenant également la création de Faune et bergère. Rimski-Korsakov était assis à côté de Stravinsky et commentait au fur et à mesure : Ceci est trop lourd ; faites attention quand vous employez les trombones dans le registre médian. Glazounov vint voir Stravinsky après l'exécution et dit très joli.
La création officielle de l'œuvre n'eut toutefois lieu que le 22 janvier 1908 à Saint-Pétersbourg, sous la direction de Félix Blumenfeld.

## Analyse

### Allegro moderato
Le premier mouvement est composé dans la forme sonate.

### Scherzo
Dans ce mouvement, le plus court de la symphonie, Stravinsky insère un chant populaire russe.

### Largo
Le mouvement le plus vaste de la symphonie, faisant presque quinze minutes.

### Finale
Tout comme dans le deuxième mouvement, Stravinsky insère ici un chant populaire (Tchitcher-Yatcher). Il reprendra ce thème dans la troisième des Trois petites chansons de 1913.

## Discographie
- L'enregistrement, dirigé par Stravinsky que l'on retrouve dans son intégrale sur Sony Classical, a été enregistré en 1966 avec le Columbia Symphony Orchestra.